# 433e régiment de fusiliers motorisés
 (octobre 2024).
La mise en forme du texte ne suit pas les recommandations de Wikipédia : il faut le « wikifier ».
Les points d'amélioration suivants sont les cas les plus fréquents. Le détail des points à revoir est peut-être précisé sur la page de discussion.
- Les titres sont pré-formatés par le logiciel. Ils ne sont ni en capitales, ni en gras.
- Le texte ne doit pas être écrit en capitales (les noms de famille non plus), ni en gras, ni en italique, ni en « petit »…
- Le gras n'est utilisé que pour surligner le titre de l'article dans l'introduction, une seule fois.
- L'italique est rarement utilisé : mots en langue étrangère, titres d'œuvres, noms de bateaux, etc.
- Les citations ne sont pas en italique mais en corps de texte normal. Elles sont entourées par des guillemets français : « et ».
- Les listes à puces sont à éviter, des paragraphes rédigés étant largement préférés. Les tableaux sont à réserver à la présentation de données structurées (résultats, etc.).
- Les appels de note de bas de page (petits chiffres en exposant, introduits par l'outil «  Source ») sont à placer entre la fin de phrase et le point final[comme ça].
- Les liens internes (vers d'autres articles de Wikipédia) sont à choisir avec parcimonie. Créez des liens vers des articles approfondissant le sujet. Les termes génériques sans rapport avec le sujet sont à éviter, ainsi que les répétitions de liens vers un même terme.
- Les liens externes sont à placer uniquement dans une section « Liens externes », à la fin de l'article. Ces liens sont à choisir avec parcimonie suivant les règles définies. Si un lien sert de source à l'article, son insertion dans le texte est à faire par les notes de bas de page.
- La présentation des références doit suivre les conventions bibliographiques. Il est recommandé d'utiliser les modèles {{Ouvrage}}, {{Chapitre}}, {{Article}}, {{Lien web}} et/ou {{Bibliographie}}. Le mode d'édition visuel peut mettre en forme automatiquement les références.
- Insérer une infobox (cadre d'informations à droite) n'est pas obligatoire pour parachever la mise en page.

Pour une aide détaillée, merci de consulter Aide:Wikification.
Si vous pensez que ces points ont été résolus, vous pouvez retirer ce bandeau et améliorer la mise en forme d'un autre article.
Le 433e régiment de fusiliers motorisés Bannière Rouge, du nom des Cosaques du Don, est une formation tactique des forces terrestres de l'URSS et de la fédération de Russie.

## Histoire

### Seconde guerre mondiale
L'histoire du 433e régiment de fusiliers motorisés remonte au au 106e régiment d'infanterie de la 29e division d'infanterie, formé le 31 octobre 1943. Il est formé en 6 jours dans le village de Novogrigoryevka , district de Podgorensky, oblast de Voronej. Les premiers combats du régiment a lieu lors de la bataille de Koursk sur les lignes défensives près de Belgorod en juillet 1943. Par la suite, le 106e régiment d'infanterie de la 29e division d'infanterie progresse en Biélorussie lors de l'opération Bagration et dans les États baltes. Il reçoit l'ordre du Drapeau rouge. Le régiment reçoit 4 fois la gratitude du commandant suprême.

### Guerre froide
Dans les années 1950, le 106e régiment d'infanterie est réorganisé en 140e régiment mécanisé de la 63e division mécanisée  . Le 4 juin 1957, le 140e régiment mécanisé est rebaptisé 433e régiment de fusiliers motorisés de la 110e division de fusiliers motorisés  . À la fin des années 1980, le régiment fait partie de la 213e division de fusiliers motorisés du district militaire de la Volga, stationnée dans le village de Totskoye, district de Totskoye. À la fin des années 1980, il est armé de : 10 T-72, 151 véhicules blindés de transport de troupes (130 BTR-70, 21 BTR-60 ), 6 véhicules de combat d'infanterie (4 BMP-1, 1 BRM-1K ), 1 BMP-1KSh  . Par arrêté du ministre de la Défense de l'URSS du 30 mars 1991, le régiment de fusiliers motorisés reçoit le nom personnel - « du nom des Cosaques du Don »  .

### Régiment de la fédération de Russie
Le 17 avril 1991, après la dissolution de la 213e division de fusiliers motorisés, le 433e régiment de fusiliers motorisés devient une partie de la 27e division de fusiliers motorisés de la Garde, remplaçant le 244e régiment de fusiliers motorisés de la Garde dissous  . Dans les années 1990, le régiment était engagé dans des fonctions de maintien de la paix en Transnistrie, dans la zone du conflit géorgien-abkhaze. Un détachement combiné de 500 soldats du régiment prend part à la première guerre de Tchétchénie . Sur toute la durée d'existence du régiment, 320 militaires ont reçu des ordres et 1 671 médailles militaires . Lors de la réforme des forces armées russes, le régiment est dissous.

### Invasion russe de l'Ukraine
Le 433e régiment de fusiliers motorisés est recré en 2024 et participe à l'invasion de l'Ukraine, lors de la réorganisation de la 21e brigade de fusiliers motorisés de la Garde en 27e division. En avril 2024, le 433e régiment de fusiliers motorisés de la 27e division de fusiliers motorisés de la Garde participent à l'occupation du village d'Ocheretino, dans le cadre de l'offensive de Pokrovsk. Il prend notamment part à la prise du village de Serhiivka.

## Remarques
1. 1 2 3 4 5 6  Феськов 2013.
2. ↑  « 433 мотострелковый полк отметит 65-тилетнюю годовщину со дня образования » [archive du 23 avril 2024], Фото Правительство Самарской области,‎ 31 octobre 2008 (consulté le 23 avril 2024)
3. 1 2 3 4  « 433 мотострелковый полк отметит юбилей » [archive du 20 janvier 2019], РиаСамара,‎ 1er novembre 2008 (consulté le 23 avril 2024)
4. ↑  Ленский 2001.
5. ↑  « RUSSIAN OFFENSIVE CAMPAIGN ASSESSMENT, APRIL 22, 2024 » [archive du 23 avril 2024], ISW, 22 avril 2024 (consulté le 23 avril 2024)

## Littérature
- Base de données du 106e Régiment d'infanterie dans la Mémoire du Peuple